# Weißkopfvanga
Der Weißkopfvanga (Artamella viridis) ist ein Sperlingsvogel in der Familie der Vangawürger (Vangidae).
Das Artepitheton kommt von lateinisch viridis ‚grün‘.

## Merkmale
Der Weißkopfvanga ist ein 20 cm großer, 44 – 57 g schwerer, schwarz-weiß gefiederter Vanga mit einer charakteristischen Kombination von blass-weißem Kopf beim Männchen und gräulichem Kopf beim Weibchen, jeweils mit kurzem blassen Schnabel.

## Verhalten
Man sieht sie meist in Paaren und oft in „Mixed Flocks“, zusammen mit anderen großen Vangas in den Baumkronen.

## Verbreitung und Lebensraum
Der Weißkopfvanga gehört zur monotypischen Gattung Artamella und ist in Madagaskar endemisch, das typische Habitat sind Wälder unterhalb von 1600 m, auf Plantagen sowie an Dorf- oder Stadträndern.

## Geographische Variation
Es werden folgende Unterarten anerkannt:
- A. v. annae (Stejneger, 1879) – im Westen und Südwesten Madagaskars. Diese Unterart weist einen etwas längeren Schnabel auf.[3][6]
- A. v. viridis (Statius Müller, 1776) (Nominatform)

## Gefährdungssituation
Der Bestand gilt als nicht gefährdet (Least Concern).